# Liste de sondages sur l'élection présidentielle française de 2027
Cette page dresse la liste des sondages d'opinions relatifs à l'élection présidentielle française de 2027.
Tous les sondages de cette liste, sauf mention contraire, se conforment aux règles de la Commission des sondages et appliquent la méthode dite des quotas.
Une couleur arbitraire est associée à chaque institut de sondage ; ces couleurs sont une aide visuelle et ne correspondent pas à une tendance politique.

## Intervalle de confiance

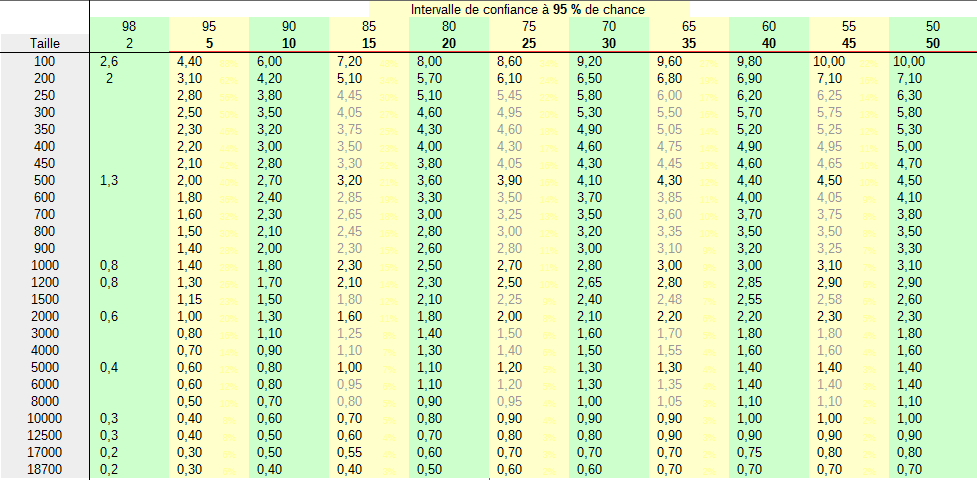
Intervalle de confiance à 95 % de chance.

La plupart des sondages sont publiés accompagnés d'une présentation des intervalles de confiance à 95 %. Le tableau résume les intervalles de confiance selon la taille de l’échantillon (ou du sous-échantillon).
Si pour un échantillon (sous-échantillon) de 1 000 personnes le candidat reçoit 10 % (ou 90%) d'intentions de vote, l'incertitude est de 3 points pour un niveau de confiance de 95 %. Il y a donc 95 % de chance que son score soit compris entre 7  et   13 % (respectivement 87 % - 93 %). La table à 95 % fournie est la plus usitée (compromis entre erreur et fiabilité de l'information). Il existe des tables présentant des intervalles de confiance à 90 ou 99 % moins souvent publiées. Elles mettent en évidence le fait que plus on veut une confiance élevée, plus on augmente la plage d'incertitude.
En fait, l'incertitude est inférieure pour des effectifs stratifiés comme avec la méthode des quotas. À noter que la base de comparaison doit être cohérente : il faut soit donner le pourcentage par rapport à l'effectif total y compris abstention, blanc et NSPP (Ne Se Prononçant Pas), soit N doit être limité aux intentions de vote pour un candidat quand l'on veut que la somme des scores fasse 100 % comme ci-dessous. Par exemple à 25 % d'abstention, 1 000 sondés ne correspondent qu'à 750 exprimés pour un candidat, ce qui monte l'incertitude à +- 3,6 %.
Remarque : La méthode des quotas empêche en réalité le calcul de l'intervalle de confiance et prive donc la publication de cet intervalle de toute justification mathématique.
Voir la référence, on trouve sur toutes les notices techniques de l'institut Ipsos, en haut de la page 3 : « Le calcul n’est justifié que pour les sondages aléatoires. Il ne peut pas être déterminé dans le cas de sondages par quotas(...) ».

## Sondages concernant le premier tour

### Sondages réalisés avant la publication de la liste officielle des candidats

#### Année 2025
| Sondeur | Date             | Échantillon | Nathalie Arthaud | Philippe Poutou | Jean-Luc Mélenchon | Fabien Roussel | Marine Tondelier | Logo du PS        | Logo d'Ensemble | Logo d'Ensemble | Logo des Républicains | Nicolas Dupont-Aignan | Logo du Rassemblement National | Éric Zemmour  | Autres                    |
| Sondeur | Date             | Échantillon | Arthaud (LO)     | Poutou (NPA)    | Mélenchon (LFI)    | Roussel (PCF)  | Tondelier (LÉ)   | Candidat PS       | Candidat ENS    | Candidat ENS    | Candidat LR           | Dupont-Aignan (DLF)   | Candidat RN                    | Zemmour (REC) | Autres                    |
| --- | ---------------- | ----------- | ---------------- | --------------- | ------------------ | -------------- | ---------------- | ----------------- | --------------- | --------------- | --------------------- | --------------------- | ------------------------------ | ------------- | ------------------------- |
| Sondeur | Date             | Échantillon |                  |                 |                    |                |                  |                   |                 |                 |                       |                       |                                |               |                           |
| L'Après, Debout !, Les Écologistes, Génération.s et le Parti socialiste lancent le Front populaire 2027 (2 juillet 2025). |                  |             |                  |                 |                    |                |                  |                   |                 |                 |                       |                       |                                |               |                           |
| Dominique de Villepin fonde le parti La France humaniste (23 juin 2025).                                                  |                  |             |                  |                 |                    |                |                  |                   |                 |                 |                       |                       |                                |               |                           |
| Olivier Faure est réélu premier secrétaire du Parti socialiste (6 juin 2025).                                             |                  |             |                  |                 |                    |                |                  |                   |                 |                 |                       |                       |                                |               |                           |
| Ifop | 19-20 mai 2025   | 1 114       | 1 %              | —               | 13 %               | 3,5 %          | 4,5 %            | 4,5 % Faure       | 21 % Philippe   | 21 % Philippe   | 16 % Retailleau       | 2 %                   | 31 % Bardella                  | 3,5 %         | —                         |
| Ifop | 19-20 mai 2025   | 1 114       | 1 %              | —               | 13,5 %             | 3 %            | 5 %              | 4,5 % Faure       | 21 % Philippe   | 21 % Philippe   | 16 % Retailleau       | 2 %                   | 31 % Le Pen                    | 3 %           | —                         |
| Harris | 19 mai 2025      | 1 217       | 1 %              | —               | 15 %               | 3 %            | 3 %              | 11 % Glucksmann   | 15 % Attal      | 15 % Attal      | 16 % Retailleau       | —                     | 31 % Le Pen                    | 5 %           | —                         |
| Harris | 19 mai 2025      | 1 217       | 1 %              | —               | 14 %               | 3 %            | 3 %              | 11 % Glucksmann   | 15 % Attal      | 15 % Attal      | 17 % Retailleau       | —                     | 31 % Bardella                  | 5 %           | —                         |
| Harris | 19 mai 2025      | 1 217       | 1 %              | —               | 14 %               | 3 %            | 3 %              | 10 % Glucksmann   | 21 % Philippe   | 21 % Philippe   | 12 % Retailleau       | —                     | 31 % Le Pen                    | 5 %           | —                         |
| Harris | 19 mai 2025      | 1 217       | 1 %              | —               | 14 %               | 3 %            | 3 %              | 10 % Glucksmann   | 21 % Philippe   | 21 % Philippe   | 13 % Retailleau       | —                     | 30 % Bardella                  | 5 %           | —                         |
| Bruno Retailleau est élu président des Républicains (18 mai 2025).                                                        |                  |             |                  |                 |                    |                |                  |                   |                 |                 |                       |                       |                                |               |                           |
| Ifop | 11-30 avril 2025 | 1 838       | 0,5 %            | —               | 10 %               | 2 %            | 4 %              | 10 % Glucksmann   | 21 % Philippe   | 21 % Philippe   | 9 % Retailleau        | 2 %                   | 32 % Le Pen                    | 4 %           | 5,5 % Ruffin              |
| Ifop | 11-30 avril 2025 | 1 838       | 1 %              | —               | 10 %               | 2 %            | 4 %              | 10 % Glucksmann   | 23 % Philippe   | 23 % Philippe   | 4 % Wauquiez          | 2 %                   | 34 % Le Pen                    | 5 %           | 5 % Ruffin                |
| Ifop | 11-30 avril 2025 | 9 128       | 1 %              | —               | 10 %               | 2,5 %          | 2 %              | 9 % Glucksmann    | 8 % Attal       | 15 % Philippe   | 7,5 % Retailleau      | 2,5 %                 | 32 % Bardella                  | 4 %           | 4,5 % Ruffin 2 % Villepin |
| Ifop | 11-30 avril 2025 | 9 128       | 1 %              | —               | 10 %               | 2,5 %          | 2,5 %            | 10 % Glucksmann   | 22 % Philippe   | 22 % Philippe   | 8 % Retailleau        | 2 %                   | 33 % Bardella                  | 4 %           | 5 % Ruffin                |
| Ifop | 11-30 avril 2025 | 9 128       | 1 %              | —               | 10 %               | 2,5 %          | 3 %              | 10 % Glucksmann   | 24 % Philippe   | 24 % Philippe   | 3 % Wauquiez          | 2,5 %                 | 35 % Bardella                  | 4 %           | 5 % Ruffin                |
| Ifop | 11-30 avril 2025 | 9 128       | 1 %              | —               | 10 %               | 2,5 %          | 3 %              | 11,5 % Glucksmann | 14 % Attal      | 14 % Attal      | 14 % Retailleau       | 2 %                   | 33 % Bardella                  | 4 %           | 5 % Ruffin                |
| Ifop | 11-30 avril 2025 | 9 128       | 1,5 %            | —               | 13 %               | —              | —                | 15 % Glucksmann   | 22 % Philippe   | 22 % Philippe   | 9 % Retailleau        | 2,5 %                 | 33 % Bardella                  | 4 %           | —                         |
| Ifop | 11-30 avril 2025 | 9 128       | 2 %              | —               | 12 %               | —              | —                | —                 | 26 % Philippe   | 26 % Philippe   | 10 % Retailleau       | 3 %                   | 33 % Bardella                  | 4 %           | 10 % Ruffin               |
| Harris | 24-25 avril      | 1 189       | 3 %              | —               | 26 %               | 26 %           | 26 %             | 26 %              | 19 %            | 19 %            | 10 %                  | 2 %                   | 34 %                           | 3 %           | 3 %                       |
| Harris | 24-25 avril      | 1 189       | 2 %              | —               | 8 %                | 20 %           | 20 %             | 20 %              | 18 %            | 18 %            | 10 %                  | 2 %                   | 34 %                           | 3 %           | 3 %                       |
| Harris | 24-25 avril      | 1 189       | 3 %              | —               | 16 %               | 16 %           | 16 %             | 13 %              | 17 %            | 17 %            | 10 %                  | 2 %                   | 34 %                           | 3 %           | 2 %                       |
| Odoxa | 23-24 avril      | 1 005       | 1 %              | 2 %             | 12 %               | 3 %            | 4 %              | 12 % Glucksmann   | 20 % Philippe   | 20 % Philippe   | 9,5 % Retailleau      | 2 %                   | 31,5 % Bardella                | 3 %           | —                         |
| Odoxa | 23-24 avril      | 1 005       | 1 %              | 2 %             | 12 %               | 3 %            | 3 %              | 11,5 % Glucksmann | 20,5 % Philippe | 20,5 % Philippe | 10 % Retailleau       | 2 %                   | 32 % Le Pen                    | 3 %           | —                         |
| Elabe | 2-4 avril        | 1 413       | 1,5 %            | 2 %             | 10,5 %             | 5,5 %          | 4,5 %            | 4 % Faure         | 18 % Attal      | 18 % Attal      | 4,5 % Wauquiez        | 4 %                   | 35,5 % Bardella                | 5 %           | 5 % Villepin              |
| Elabe | 2-4 avril        | 1 413       | 1 %              | 1,5 %           | 9,5 %              | 4,5 %          | 3,5 %            | 10,5 % Glucksmann | 20,5 % Philippe | 20,5 % Philippe | 8,5 % Retailleau      | 3 %                   | 31 % Bardella                  | 4 %           | 2,5 % Villepin            |
| Elabe | 2-4 avril        | 1 413       | 1 %              | 1,5 %           | 10 %               | 5,5 %          | 6 %              | 6 % Hollande      | 23 % Philippe   | 23 % Philippe   | 9 % Retailleau        | 2,5 %                 | 31,5 % Bardella                | 4 %           | —                         |
| Elabe | 2-4 avril        | 1 413       | 1 %              | 2 %             | 11 %               | 5,5 %          | 6 %              | 4 % Faure         | 18 % Attal      | 18 % Attal      | 10 % Retailleau       | 3 %                   | 36 % Le Pen                    | 3,5 %         | —                         |
| Elabe | 2-4 avril        | 1 413       | 0,5 %            | 2 %             | 9,5 %              | 5 %            | 4 %              | 10,5 % Glucksmann | 24% Philippe    | 24% Philippe    | 4,5 % Wauquiez        | 3 %                   | 33,5 % Le Pen                  | 3,5 %         | —                         |
| Elabe | 2-4 avril        | 1 413       | 1 %              | 2 %             | 10 %               | 6 %            | 5,5 %            | 5,5 % Hollande    | 23,5 % Philippe | 23,5 % Philippe | 8 % Retailleau        | 3 %                   | 32 % Le Pen                    | 3,5 %         | —                         |
| Harris | 31 mars          | 1 162       | 1 %              | 1 %             | 13 %               | 4 %            | 4 %              | 5 % Faure         | 25 % Philippe   | 25 % Philippe   | 4 % Wauquiez          | 2 %                   | 36 % Bardella                  | 5 %           | —                         |
| Harris | 31 mars          | 1 162       | 1 %              | 1 %             | 13 %               | 4 %            | 4 %              | 5 % Faure         | 23 % Philippe   | 23 % Philippe   | 7 % Retailleau        | 2 %                   | 35 % Bardella                  | 5 %           | —                         |
| Marine Le Pen est condamnée à une peine d'inéligibilité de 5 ans avec exécution provisoire (31 mars 2025).                |                  |             |                  |                 |                    |                |                  |                   |                 |                 |                       |                       |                                |               |                           |
| Ifop | 21-26 mars       | 1 119       | 1 %              | 1 %             | 13 %               | 3 %            | 3 %              | 5 % Faure         | 21 % Philippe   | 21 % Philippe   | 11 % Retailleau       | 3 %                   | 34 % Le Pen                    | 5 %           | —                         |
| Ifop | 21-26 mars       | 1 119       | 1 %              | 1 %             | 13 %               | 2 %            | 3 %              | 11 % Glucksmann   | 20 % Philippe   | 20 % Philippe   | 5 % Wauquiez          | 3 %                   | 35 % Le Pen                    | 6 %           | —                         |
| Ifop | 21-26 mars       | 1 119       | 1 %              | 1 %             | 12 %               | 4 %            | 3 %              | 4 % Faure         | 25 % Philippe   | 25 % Philippe   | 5 % Wauquiez          | 4 %                   | 36 % Le Pen                    | 5 %           | —                         |
| Ifop | 21-26 mars       | 1 119       | 1 %              | 1 %             | 13 %               | 4 %            | 3 %              | 5 % Faure         | 20 % Attal      | 20 % Attal      | 8 % Wauquiez          | 3 %                   | 37 % Le Pen                    | 5 %           | —                         |

## Sondages concernant le second tour

### Hypothèse Attal – Le Pen
| Sondeur | Dates                         | Échantillon | Gabriel Attal |             |
| Sondeur | Dates                         | Échantillon | Attal (REN)   | Le Pen (RN) |
| --- | ----------------------------- | ----------- | ------------- | ----------- |
| Sondeur | Dates                         | Échantillon |               |             |
| Marine Le Pen est condamnée à une peine d'inéligibilité de 5 ans avec exécution provisoire (31 mars 2025). |                               |             |               |             |
| Ifop | 16-18 avril 2024              | 1 093       | 47 %          | 53 %        |
| Ifop | 31 janvier - 1er février 2024 | 1 081       | 49 %          | 51 %        |

### Hypothèse Attal – Bardella
| Sondeur | Dates            | Échantillon | Gabriel Attal |               |
| Sondeur | Dates            | Échantillon | Attal (REN)   | Bardella (RN) |
| ------- | ---------------- | ----------- | ------------- | ------------- |
| Sondeur | Dates            | Échantillon |               |               |
| Ifop    | 11-30 avril 2025 | 9 128       | 48 %          | 52 %          |
| Ifop    | 16-18 avril 2024 | 1 093       | 49 %          | 51 %          |

### Hypothèse Mélenchon – Le Pen
| Sondeur | Dates                         | Échantillon | Jean-Luc Mélenchon |             |
| Sondeur | Dates                         | Échantillon | Mélenchon (LFI)    | Le Pen (RN) |
| --- | ----------------------------- | ----------- | ------------------ | ----------- |
| Sondeur | Dates                         | Échantillon |                    |             |
| Marine Le Pen est condamnée à une peine d'inéligibilité de 5 ans avec exécution provisoire (31 mars 2025). |                               |             |                    |             |
| Ifop | 31 janvier - 1er février 2024 | 1 081       | 36 %               | 64 %        |

### Hypothèse Mélenchon – Bardella
| Sondeur | Dates            | Échantillon | Jean-Luc Mélenchon |               |
| Sondeur | Dates            | Échantillon | Mélenchon (LFI)    | Bardella (RN) |
| ------- | ---------------- | ----------- | ------------------ | ------------- |
| Sondeur | Dates            | Échantillon |                    |               |
| Ifop    | 11-30 avril 2025 | 9 128       | 33 %               | 67 %          |

### Hypothèse Philippe – Le Pen
| Sondeur | Dates                         | Échantillon | Édouard Philippe |             |
| Sondeur | Dates                         | Échantillon | Philippe (HOR)   | Le Pen (RN) |
| --- | ----------------------------- | ----------- | ---------------- | ----------- |
| Sondeur | Dates                         | Échantillon |                  |             |
| Ifop | 11-30 avril 2025              | 1 838       | 52 %             | 48 %        |
| Odoxa | 23-24 avril 2025              | 1 005       | 54 %             | 46 %        |
| Marine Le Pen est condamnée à une peine d'inéligibilité de 5 ans avec exécution provisoire (31 mars 2025). |                               |             |                  |             |
| Ifop | 16-18 avril 2024              | 1 090       | 49 %             | 51 %        |
| Ifop | 31 janvier - 1er février 2024 | 1 081       | 50 %             | 50 %        |

### Hypothèse Philippe – Bardella
| Sondeur | Dates            | Échantillon | Édouard Philippe |               |
| Sondeur | Dates            | Échantillon | Philippe (HOR)   | Bardella (RN) |
| ------- | ---------------- | ----------- | ---------------- | ------------- |
| Sondeur | Dates            | Échantillon |                  |               |
| Ifop    | 11-30 avril 2025 | 9 128       | 50 %             | 50 %          |
| Odoxa   | 23-24 avril 2025 | 1 005       | 54 %             | 46 %          |
| Ifop    | 16-18 avril 2024 | 1 090       | 50 %             | 50 %          |

### Hypothèse Retailleau – Bardella
| Sondeur | Dates            | Échantillon | Bruno Retailleau |               |
| Sondeur | Dates            | Échantillon | Retailleau (LR)  | Bardella (RN) |
| ------- | ---------------- | ----------- | ---------------- | ------------- |
| Sondeur | Dates            | Échantillon |                  |               |
| Ifop    | 11-30 avril 2025 | 9 128       | 47 %             | 53 %          |

## Candidat du centre et de la droite
Emmanuel Macron ayant été élu pour un second mandat au second tour de l'élection présidentielle de 2022, la Constitution lui interdit de renouveler son mandat une deuxième fois consécutive. La question de la succession au président de la République se pose alors au sein de la majorité présidentielle et du socle commun, ce qui amène les sondeurs à conduire des enquêtes d'opinions sur le sujet. Le tableau ci-dessous ne comprend que le sondage le plus récent. Il s'agit d'un taux d'approbation, ce qui explique que la somme des pourcentages n'est pas égale à 100,.
| Sondeur | Date           | Échantillon | Échantillon                | Gabriel Attal | Michel Barnier | François Bayrou | Xavier Bertrand | Gérald Darmanin | Gérard Larcher | David Lisnard | Édouard Philippe | Bruno Retailleau | Dominique de Villepin | Laurent Wauquiez |
| Sondeur | Date           | Échantillon | Échantillon                | Attal (REN)   | Barnier (LR)   | Bayrou (MoDem)  | Bertrand (LR)   | Darmanin (REN)  | Larcher (LR)   | Lisnard (LR)  | Philippe (HOR)   | Retailleau (LR)  | Villepin (DVD)        | Wauquiez (LR)    |
| ------- | -------------- | ----------- | -------------------------- | ------------- | -------------- | --------------- | --------------- | --------------- | -------------- | ------------- | ---------------- | ---------------- | --------------------- | ---------------- |
| Sondeur | Date           | Échantillon | Échantillon                |               |                |                 |                 |                 |                |               |                  |                  |                       |                  |
| Elabe   | 19-20 mai 2025 | 1 000       | Ensemble des sondés        | 16 %          | 4 %            | 4 %             | 9 %             | 9 %             | 2 %            | 6 %           | 28 %             | 26 %             | 9 %                   | 6 %              |
| Elabe   | 19-20 mai 2025 | 1 000       | Partisans du centre        | 26 %          | 6 %            | 9 %             | 15 %            | 8 %             | 2 %            | 6 %           | 75 %             | 31 %             | 8 %                   | 1 %              |
| Elabe   | 19-20 mai 2025 | 1 000       | Partisans Ensemble et LR   | 21 %          | 5 %            | 6 %             | 17 %            | 11 %            | 4 %            | 6 %           | 55 %             | 46 %             | 7 %                   | 8 %              |
| Elabe   | 19-20 mai 2025 | 1 000       | Partisans des Républicains | 16 %          | 3 %            | 2 %             | 18 %            | 15 %            | 3 %            | 6 %           | 31 %             | 64 %             | 6 %                   | 16 %             |